# (27123) Matthewlam
(27123) Matthewlam est un astéroïde de la ceinture principale d'astéroïdes.

## Description
(27123) Matthewlam est un astéroïde de la ceinture principale d'astéroïdes. Il fut découvert le 21 novembre 1998 à Socorro (Nouveau-Mexique) par le projet LINEAR. Il présente une orbite caractérisée par un demi-grand axe de 2,25 UA, une excentricité de 0,19 et une inclinaison de 1,9° par rapport à l'écliptique.

## Compléments